# 血の盟約
血の盟約(ちのめいやく、スペイン語:Pacto de sangre、英語:Blood compact)は、フィリピンの伝統儀式で、親交や約束を強化するために互いの手を切り、血を器に入れてワインなどと混ぜて飲む。
有名な例には1565年、ボホール島のサンドゥゴでのミゲル・ロペス・デ・レガスピとダトゥ・シカツナとの間の儀式、またフェルディナンド・マゼランとラージャ・フマボンとの儀式がある。フィリピン独立革命期のカティプナンでも実施されたが、血によるものでなく、署名によるものだった。